# Micronola wadicola
Micronola wadicola är en fjärilsart som beskrevs av Hans Georg Amsel 1935. Micronola wadicola ingår i släktet Micronola och familjen trågspinnare. Inga underarter finns listade i Catalogue of Life.